# Svenja Böttger
Svenja Böttger (* 1988 in Berlin) ist eine deutsche Kulturmanagerin. 

## Leben
Svenja Böttger studierte bis 2012 Medienwissenschaften an der HBK Braunschweig. Danach wechselte sie zur Filmuniversität Babelsberg Konrad Wolf, wo sie 2016 ihren Master-Studiengang abschloss. Ihre Abschlussarbeit behandelte Multi-Channel-Netzwerke in Deutschland. In der Zwischenzeit war sie auch als Texterin tätig und organisierte das Filmfestival Sehsüchte für zwei Jahre und war bei der Pro7-Sendung Circus HalliGalli in der Gästebetreuung aktiv. Zuletzt leitete sie den Empfang der Filmhochschulen bei der Berlinale.
Im März 2016 übernahm sie die Leitung des Filmfestival Max Ophüls Preises in Saarbrücken und ist dort seit 2019 Geschäftsführerin.